# 好市圍站
好市圍站（英語：Hurstville station）是城市鐵路東郊及伊拉瓦拉線的一個主要車站，位於悉尼南面的一個住宅區和商業區的好市圍。此站是伊拉瓦拉線的主要車站和南海岸線在悉尼的其中一個停站點。該站擁有由紅厥站開始的4條軌道路程，由南面的2條軌道擴展至此。這些側線能在非繁忙時間接載乘客。
車站的上面是由「好市圍超級廣場」覆蓋著的，是其中一個最早在市郊車站進行如此浩大的建造上蓋工程，使進出此站都要經過商場。該站的兩個島形月台，都設有升降機和樓梯。好士圍站是第一個郊區車站設有LED乘客資訊板，該資訊板於1990年代建立。該站鄰近Westfield商場、巴士轉乘站及森林道（Forest Road）商業街。

## 歷史
1884年好市圍隨伊拉瓦拉線開幕，當時伊拉瓦拉線是以此作終站。1920年發生了意外，5個人被火車捲入而死亡。1920年代悉尼第一期電氣化工程伸延至奧特利，當中包括好市圍。1965年「好市圍超級廣場」覆著好市圍站，本來的車站在1990年代翻新時亦都被拆掉，當時的「好市圍超級廣場」已非常冷清很多年。並打算加建幾座住宅以增加人流，不過這計畫在安全問題之下告終了。商場翻新後更名為「好市圍中央」，工程已經完成。

## 月台服務

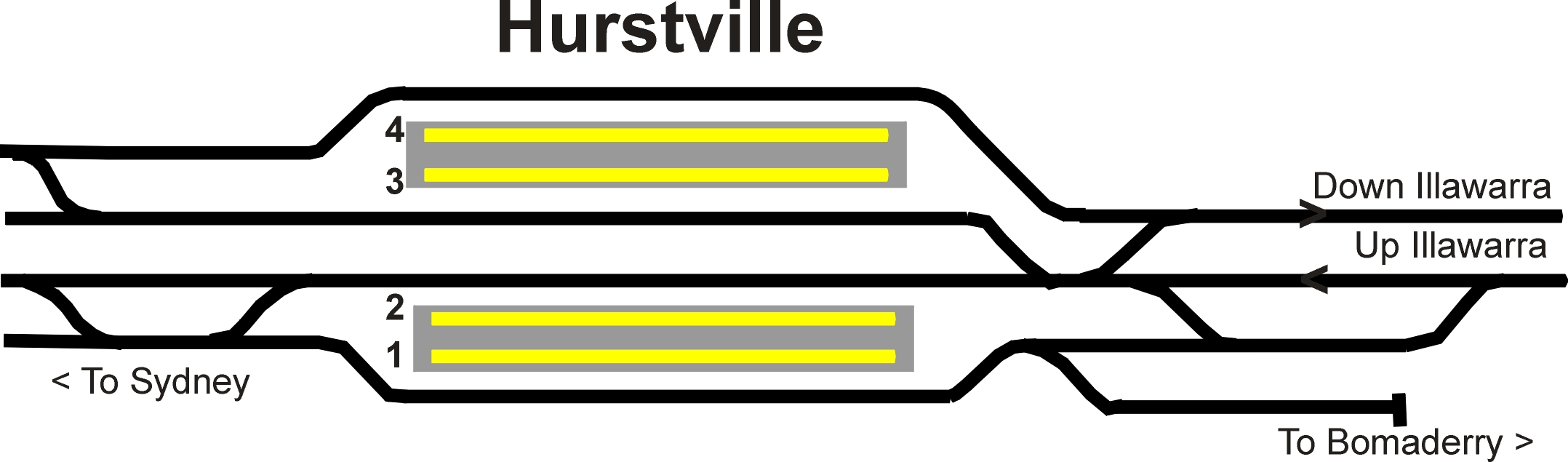
好士圍站路軌圖。

週末非繁忙時間每小時各有2班列車前往克羅努拉和瀑布，每小時4班列車前往都會區。同樣地繁忙時間所有由邦迪聯運開出的列車都會經此。此停車模式在星期一至五的繁忙時間同樣出現。另外每小時有1-2班列車前往奇亞瑪和奇龍巴。
1號月台
- 東郊及伊拉瓦拉線 — 往邦迪聯運。
- 南海岸線 — 往悉尼中央/邦迪聯運（只限繁忙時間）。

2號月台
- 東郊及伊拉瓦拉線 — 往瀑布/克羅努拉。
- 南海岸線 — 往臥龍崗/奇龍巴/奇亞瑪（往邦拜利請在此自行轉車）。

3號月台
- 東郊及伊拉瓦拉線 — 往邦迪聯運。
- 南海岸線 — 往悉尼中央/邦迪聯運（只限繁忙時間）。

4號月台
- 東郊及伊拉瓦拉線 — 往瀑布/克羅努拉。
- 南海岸線 — 往臥龍崗/奇龍巴/奇亞瑪（往邦拜利請在此自行轉車）。

## 傷殘人士設施
此站設有升降機來往月台及大堂，但不包括由商場（大堂）至地面，因此乘客需要親友陪同前往車站。